# The Moon Is Big
The Moon Is Big is het debuutalbum van de Nederlandse new wave/postpunk band Rats On Rafts, het werd op 23 september in het Rotterdamse poppodium WORM gepresenteerd. Het album is uitgebracht op 12" en digitaal via iTunes. Saxofonist Ger van Voorden van onder andere KIEM verzorgde de saxofoonpartijen op de nummers Patient, Sailor en Jazz.

## Tracklist
1. Number 22 - 01:38
2. The Moon Is Big - 03:57
3. Patient - 02:35
4. Plastic Plaster (Satanic version) - 03:32
5. Lalalala - 04:05
6. God Is Dead - 04:24
7. Sailor - 02:43
8. Sleeping in Rotterdam - 04:50
9. Jazz - 09:33